# Locomotiva FS D.443
Le D.443 sono delle locomotive diesel-elettriche delle Ferrovie dello Stato Italiane.

## Storia
Nel 1964, lo stesso periodo in cui avevano ordinato la costruzione delle D.343, le Ferrovie dello Stato commissionarono all'industria privata anche la costruzione di una locomotiva più potente e multiruolo che tuttavia fosse in grado di mantenere le specifiche di unificazione già stabilite per le 343.
Le D.443 furono costruite dal 1967 al 1970 in 50 esemplari suddivisi in due serie con motorizzazione differente. Ne vennero ordinate 30 unità alla Fiat e 20 alla Breda e vennero classificate D.443.1001-1030 le prime e D.443.2001-2020 le seconde.
Con le 343, capostipiti del progetto Diesel unificate, le D.443 avevano in comune il disegno delle casse e l'utilizzo del carrello monomotore di progettazione FS.
La D.443 venne concepita per sostituire le locomotive a vapore soprattutto alla trazione di treni merci pesanti ma nel contempo anche di treni viaggiatori atti a viaggiare sulle linee non elettrificate ancora con armamento leggero.
Con la progressiva contrazione del traffico merci su rotaia a trazione diesel, a partire dal 2008 circa hanno avuto inizio gli accantonamenti anche per queste macchine, allora concentrate in maggioranza in Sicilia e Sardegna, con alcune unità operative anche in Calabria, Puglia e Campania. Oramai ridotte nel numero fin dal 2013, le superstiti unità hanno formalmente terminato la loro vita operativa entro il 2016.
Dopo il loro ritiro dai servizi effettivi Fondazione FS ha manifestato la volontà di preservarne qualche esemplare; al 2020 due locomotori del gruppo D.443 sono stati restaurati: il D.443.2002 è assegnato a Cagliari, gestito dall'Associazione Sarda Treni Storici "Sardegnavapore" (funzionante), mentre il D.443.2018 è dislocato a Siena (funzionante).

## Caratteristiche

### Parte meccanica

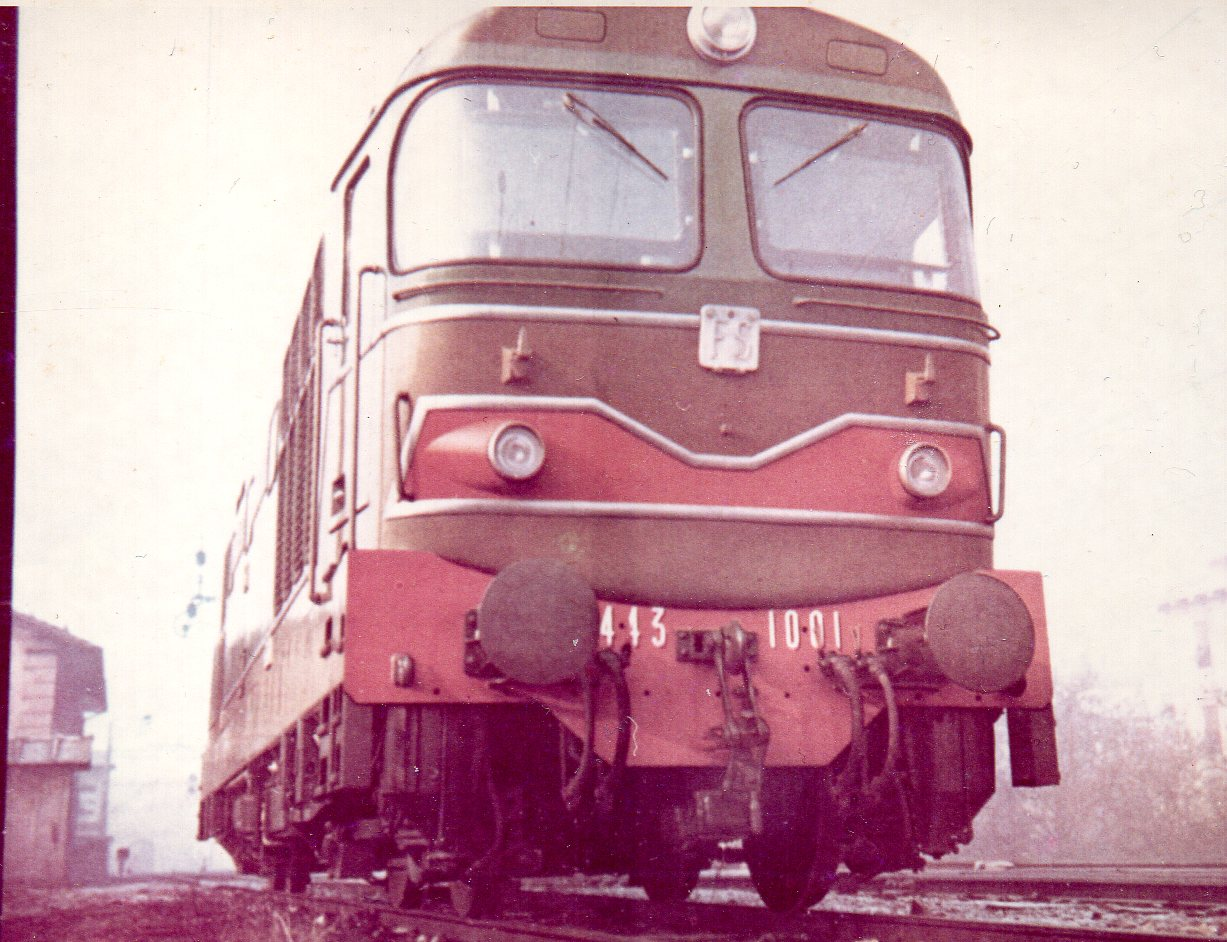
La D 443.1001 Fiat Grandi Motori, appena consegnata alle FS

Le locomotive D.443 sono locomotive bidirezionali con due cabine di guida alle estremità. La cassa è divisa in due ambienti di cui uno è un grande comparto con il gruppo motore-generatrice, compressori e l'altro con radiatori e ventole di raffreddamento intercooling.
I carrelli sono di tipo moderno con struttura a collo di cigno e sospensione con molle ad elica. Al loro interno vi è il gruppo riduttore con la trasmissione ad albero cavo ed anello danzante.
I motori installati all'origine sono di due tipi:
- 443.1xxx, Fiat-Grandi Motori: Motore tipo 2312 SSF ad iniezione diretta, a 6+6 cilindri a "V" della potenza di 1900 CV a 1000 g/m.
- 443.2xxx, Breda-Paxman: Motore tipo 12YLCL ad iniezione diretta, a 6+6 cilindri a "V" della potenza di 1900 CV a 1000 g/m.

### Parte elettrica
La parte elettrica delle D.443 è costituita da un generatore di corrente continua da 640 a 1080 V, della potenza di 1245 kW, che viene utilizzato, alimentandolo con le batterie di bordo, anche come motore di avviamento del motore diesel a cui è collegato direttamente. La costruzione di tale generatore è dell'Ansaldo.
I motori di trazione (in corrente continua), montati uno per carrello, sono di costruzione Breda e forniscono la potenza oraria continuativa di 2 × 622 kW.

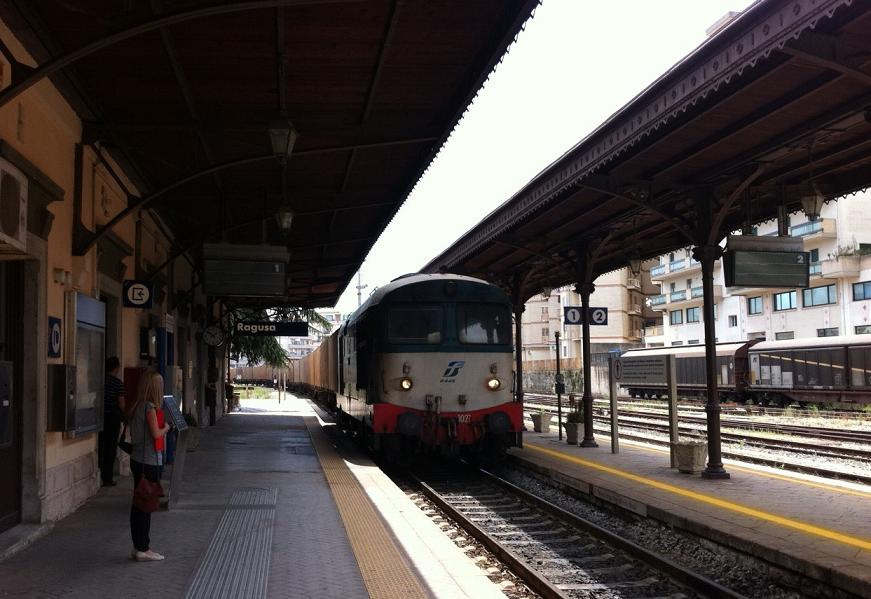
Una FS D.443 in transito presso la stazione di Ragusa.

Il circuito elettrico di comando e di trazione è realizzato con interruttori elettropneumatici e relais contenuti in un grande armadio posto nella cabina di guida anteriore, a parete, dietro le spalle del macchinista.
Le locomotive hanno subito delle modifiche. Una delle più importanti riguarda l'irrobustimento dei carrelli che avevano presentato una spiccata tendenza a lesionarsi in corrispondenza del collo di cigno.
Un'altra modifica appariscente è stata la progressiva sostituzione dei vetri frontali avvolgenti con quelli di tipo piano corazzati con la modifica della carrozzeria in corrispondenza.
Le D.443 si sono dimostrate affidabili e flessibili nell'uso sia alla trazione dei pesanti treni merci che alla trazione di treni viaggiatori di elevata composizione.

### Livree
All'atto della loro entrata in servizio le D.443 uscirono di fabbrica con il classico schema di livrea in verde magnolia - isabella già in uso sulle D.345. A partire dagli anni duemila parte delle macchine ha ricevuto la livrea XMPR (con unica variante la fascia sita nella parte inferiore della carrozzeria, rossa anziché blu). Molte unità tuttavia sono giunte alla fine della loro carriera in livrea originale, alcune con l'aggiunta sui frontali e sulle fiancate dei loghi Trenitalia di colore bianco.

## Rotabili storici
Ad oggi risultano inserite nell'asset storico di Fondazione FS Italiane per l'utilizzo al traino dei treni storici sulla rete ferroviaria nazionale le unità:
- D.443 2018 dep loc: Siena
- D.443 2002 dep loc: Cagliari